# Perrotia
Perrotia es un género de mariposas de la familia Hesperiidae.

## Descripción
La especie tipo es Perrotia albiplaga Oberthür, 1916, según designación posterior realizada por Evans en 1937.

## Diversidad
Existen 15 especies reconocidas en el género, 6 de ellas tienen distribución afrotropical.